# Wallkill (Condado de Orange)
Wallkill é uma cidade no Condado de Orange, estado de Nova York, Estados Unidos.
Localizada no centro do condado, foi fundada em 1772, mas perdeu parte dela após a formação do vizinho Condado de Ulster, que encampou a parte recebida da cidade sob o mesmo nome.
Tem uma área de 162,5 km² e uma população de 24.659 habitantes (censo 2000).

## Woodstock
Wallkill faz parte da história do Festival de Woodstock como a cidade que 'quase' o sediou. A Woodstock Ventures, o grupo financeiro formado para produzir o festival, procurava um local para sua realização, na região do estado de Nova York e seus idealizadores cruzaram o estado à procura de um local condizente, que pudesse ser alugado por alguns meses.
Inicialmente, foi feito um contrato com Howard Mills Jr, proprietário de um pedaço de terra em Wallkill, pelo qual foram pagos US$ 10 mil. A área de trezentos acres da Mills Industrial Park oferecia perfeitas condições de acesso, a menos de um milha da Route 17, possuindo também água e transmissão de eletricidade suficientes para o evento. A cidade também tinha um código de zoneamento para indústrias, com permissão para sediar concertos e eventos culturais.
Os produtores receberam uma permissão verbal da conselho de planejamento local, porém Michael Lang, o principal idealizador e produtor de Woodstock, não estava satisfeito com as condições, às quais achava que faltava a identidade de 'volta-à-terra' que ele pretendia como ambientação do evento. Em função disso, os organizadores começaram a trabalhar na área da Mills, ao mesmo tempo que buscavam outro local alternativo.
Na primavera de 1969, Joe Rosenman, outro dos executivos da organização, disse às autoridades de Wallkill que o concerto seria de bandas de jazz e cantores folk e que se tivessem sorte, a audiência seria de cinquenta mil pessoas. O supervisor administrativo de Wallkill, Jack Schlosser, não acreditou nos números anunciados pelos produtores: "Eu achei que eles estavam querendo enganar os moradores. Eu comecei a ficar mais e mais preocupado, a medida que as discussões prosseguiam. Eles não sabiam realmente o que estavam fazendo. Eu estive no Exército e sabia da logística necessária para movimentações e necessidades dentro de divisões com quarenta, cinquenta mil homens e eles não tinham nada disso. Eu disse num reunião que não importava que fosse um evento de cinquenta mil pastores, aquilo não ia dar certo".
Confrontada com a oposição dos moradores da cidade e do conselho administrativo, a Corte de Apelos de Zoneamento de Wallkill retirou a permissão para concertos e baniu a realização do festival em junho, dois meses antes de sua realização em Bethel, a cem quilômetros dali. 